# Behind Enemy Lines II: Axis of Evil
Behind Enemy Lines II: Axis of Evil är en amerikansk krigs-action-thriller från 2006 i regi av James Dodson. Filmen hade Sverigepremiär den 15 december 2006.

## Handling
En grupp amerikanska militärer har fått order om att förstöra en nordkoreansk missilbas för att stoppa ett eventuellt kärnvapenkrig. De får under inga omständigheter misslyckas med sitt uppdrag och befinner sig långt in på fiendemark när deras uppdragsgivare helt utan förvarning avbryter hela operationen.

## Om filmen
Filmen är inspelad i Bulgarien men utspelar sig i Nordkorea.

## Rollista (urval)
- Nicholas Gonzalez - Robert James
- Matt Bushell - Neil 'Spaz' Callaghan
- Keith David - Scott Boytano
- Denis Arndt - Weylon Armitage
- Ben Cross - Tim Mackey
- Bruce McGill - Norman T. Vance
- Peter Coyote - Adair T. Manning
- April Grace - Ellie Brilliard
- Shane Edelman - Campbell Dunleavy